# Olympische Jugend-Sommerspiele 2018/Teilnehmer (Papua-Neuguinea)
| Gelbes Symbol für Goldmedaillen mit stilisierten Olympischen Ringen | Graues Symbol für Silbermedaillen mit stilisierten Olympischen Ringen | Braundes Symbol für Bronzemedaillen mit stilisierten Olympischen Ringen |
| ------------------------------------------------------------------- | --------------------------------------------------------------------- | ----------------------------------------------------------------------- |
| —                                                                   | —                                                                     | —                                                                       |

Die Jugend-Olympiamannschaft aus Papua-Neuguinea für die III. Olympischen Jugend-Sommerspiele vom 6. bis 18. Oktober 2018 in Buenos Aires (Argentinien) bestand aus drei Athleten. Sie konnten keine Medaille gewinnen.

## Athleten nach Sportarten

### Golf
| Mädchen - Natalie Mok Einzel: 31. Platz Mixed: 32. Platz | Jungen - Terrence Coleman Einzel: 29. Platz Mixed: 32. Platz |

### Schwimmen
Jungen
- Leonard Kalate
50 m Brust: 30. Platz
100 m Brust: 31. Platz